# Sumony
Sumony je selo u južnoj Mađarskoj.
Zauzima površinu od 20,21 km četvorni.

## Zemljopisni položaj
Nalazi se na 45° 58' 17" sjeverne zemljopisne širine i 17° 54' 21" istočne zemljopisne dužine. 
Sedijanaš je 2,5 km sjeverno, Natfara je 2 km jugoistočno, Királyegyháza je 3 km sjeverozapadno, Bánfa je 3 km sjeverozapadno, Katádfa je 3,5 km sjeverozapadno, Biduš je 4,5 km sjever-sjeverozapadno, Magyarmecske je 3,5 km jugoistočno, Okrag je 4,5 km jugozapadno, Ostrovo je 7,5 km južno, a Szentegát je 6 km zapadno.
Kilometar zapadno od sela se nalazi sumonjski ribnjak (Sumonyi-halastó).

## Upravna organizacija
Upravno pripada Selurinačkoj mikroregiji u Baranjskoj županiji. Poštanski broj je 7960. 

## Promet
Nalazi se sa sjeverozapadne strane željezničke prometnice koja vodi do Selurinca, a nešto južnije od sela se nalazi željeznička postaja koja nosi ime ovog sela.

## Stanovništvo
Sumony ima 508 stanovnika (2001.). Preko 80% čine Mađari, nešto manje od 6% čine Romi, a nepoznate ili neizjašnjene nacionalnosti je čak 17%.

## Vanjske poveznice
- Sumony na fallingrain.com